# Biccari
Biccari (Vìcchere in pugliese) è un comune italiano di 2 586 abitanti della provincia di Foggia in Puglia.

## Geografia fisica

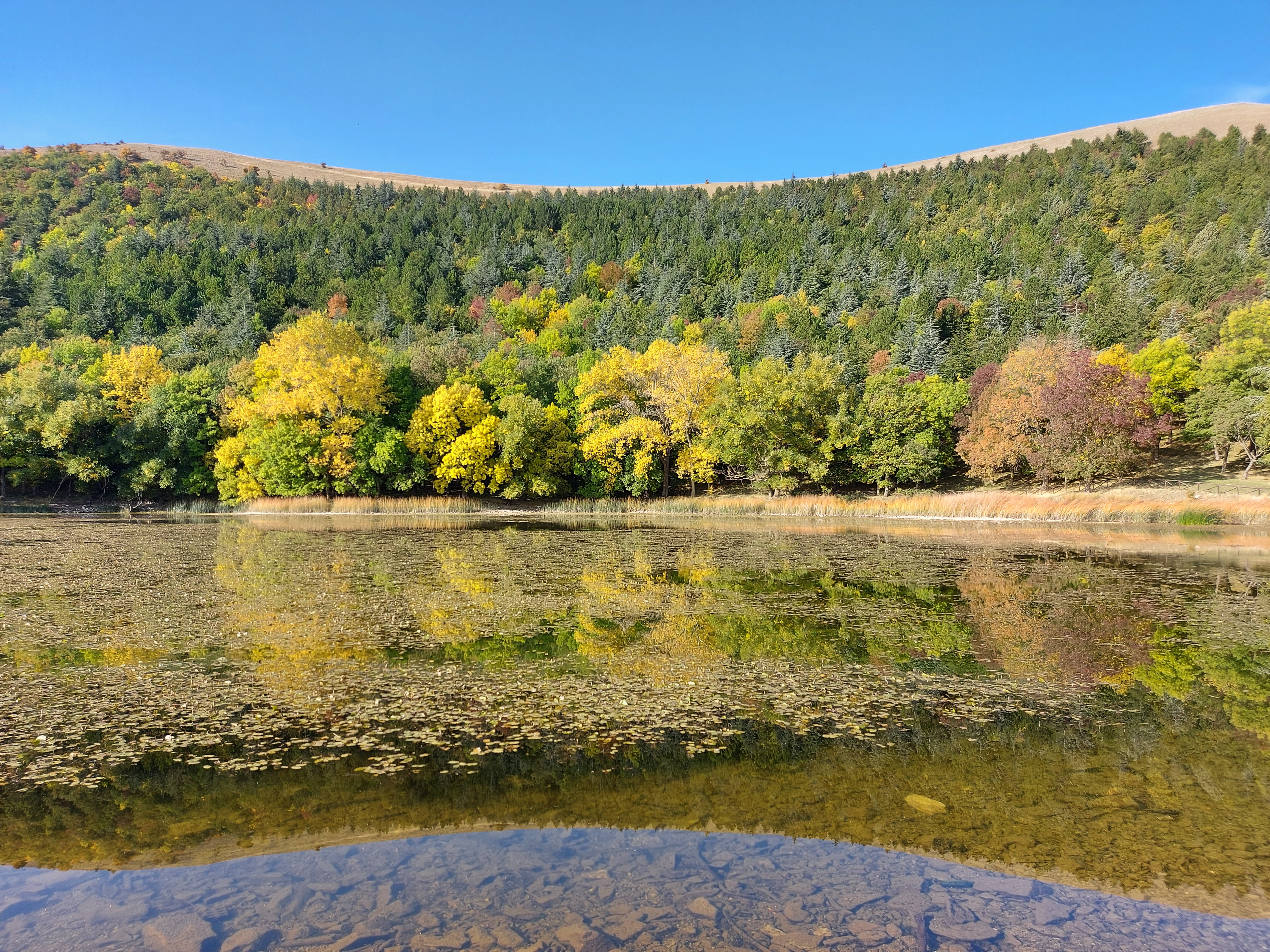
Biccari, lago Pescara

Il centro abitato sorge su un poggio del Subappennino dauno a 450 metri di altitudine.
Il territorio comunale si estende a sud-ovest fino al monte Cornacchia (che con i suoi 1.151 m s.l.m. è la vetta più alta della Puglia) e a nord-est fino alla piana del Tavoliere.
Nel settore montano vi sono le sorgenti del torrente Vulgano e il lago Pescara.
In basso, fra i 200 e i 400 metri di altitudine, si estende invece una pianura ondulata che è parte integrante del Tavoliere delle Puglie.
L'intero territorio comunale, lambito dai torrenti Salsola a nord-ovest e Lorenzo (affluente del Celone) a sud-est, è attraversato dal torrente Vulgano, affluente della Salsola.

## Storia
Nel territorio di Biccari è stato scoperto l'insediamento neolitico a maggiore altitudine della Puglia, ad oltre 700 m di quota in località Boschetto, lungo la riva del torrente Organo, a pochi chilometri dall'attuale centro abitato.
Le origini del nucleo abitato di Biccari sono da porre tra il 1024 ed il 1054 ad opera dei bizantini del catapano Basilio Bojannes (Bogiano) e del vicario di Troia, Bisanzio de Alferana. Testimonianza dell'epoca è la torre cilindrica, facente parte di una serie di avamposti militari realizzati per meglio difendere la via Traiana, importante arteria di collegamento per i traffici ed il commercio tra l'Irpinia e il Tavoliere.
Il nome Vicari (Biccari) apparve per la prima volta in un atto dell'agosto 1054 con il quale la vedova Sikelgaita dona i suoi averi al monastero di San Pietro in Vulgano.
Dopo la vittoria sui Bizantini presso il fiume Olivento, un ufficiale normanno dell'esercito di Roberto il Guiscardo, un certo Pagano, si impossessò di Biccari e fortificò il primitivo nucleo abitato costituitosi all'ombra della torre, facendolo diventare una "città fortificata".
Lo stesso Pagano favorì la nascita a Biccari di un nuovo "vescovado", ponendo come suo vescovo un sacerdote di nome Benedetto che sarà deposto da papa Alessandro II con una bolla del 1067. Guglielmo d'Altavilla, nipote di Roberto il Guiscardo, favorì l'ampliamento del nucleo abitato verso Porta Pozzi e l'allargamento del territorio di Biccari. Con Guglielmo de Riccardo, Biccari divenne una baronia della contea di Civitate.
In età sveva, dopo la morte di Federico II, il castello fu dato da Corrado IV a Giovanni Moro, servitore musulmano di suo padre. Dopo la morte di Corrado, Giovanni passò al fianco di Innocenzo IV mettendosi contro Manfredi di Sicilia: in una lettera del 3 novembre 1254, il papa conferma a Giovanni Moro alcuni possedimenti, tra cui il castello di Biccari e il castrum di Calatabiano, in cambio dei quali Giovanni doveva garantire, alla bisogna, aiuto militare per la difesa del Regno di Sicilia.
Nel 1283 era signore di Biccari Bertrando dei Reali, la cui figlia Filippa, sposando Giacomo Cantelmo, gli portò in dote il feudo di Biccari. Nel XV secolo fu dominio degli Stendardo, famiglia francese di nobile casato trasferitasi nel Regno di Napoli al seguito di Carlo I d'Angiò. È di Matteo Stendardo la costruzione della Croce litica di Porta Pozzi del 1473 e del Bianco Convento di Sant'Antonio completato nel 1477. Nel XVI secolo il feudo passò alla famiglia napoletana dei Caracciolo.
Nel 1534, Marcello Caracciolo ottenne dall'imperatore Carlo V d'Asburgo il titolo di conte di Biccari. A lui si dovette la costruzione del palazzo signorile, attualmente sede del municipio. La signoria dei Caracciolo terminò con la morte della contessa di Biccari Antonia (1725) e il feudo passò al marito Giambattista di Capua, principe della Riccia. Nel 1792 alla morte del figlio di suo figlio, Bartolomeo di Capua, non essendoci discendenza, il feudo di Biccari passò alla regia corte di Napoli. È significativo che nel corso del Settecento Biccari non avesse fatto parte della Capitanata, bensì del Principato Ultra, e nel quadriennio 1743-46 era stato inoltre soggetto alla competenza territoriale del regio consolato di commercio di Ariano.
Nel 1860 Biccari fu interessata da una rivolta antiunitaria sedata nel sangue. Nel 1874, il procuratore fiscale del regio patrimonio separò i beni feudali sul territorio di Biccari, per poterli affidare a privati, liberandoli da ogni vincolo feudale.

### Tortiboli
Tertiveri (la medievale Tortiboli, Tortibulum o Turtibulum in latino medievale) era una delle sedi episcopali suffraganee dell'arcidiocesi di Benevento, eretta da papa Giovanni XIII nell'anno 969 e consolidatasi poi nel corso dell'XI secolo. Oggi sopravvive come sede titolare.

### Simboli
Il gonfalone è un drappo di azzurro.

## Monumenti e luoghi di interesse
- Torre bizantina di Biccari
- Torre di Tertiveri
- Chiesa di Maria Santissima Assunta
- Convento di Sant'Antonio (1477)
- Croce viaria di Porta Pozzi (1473)
- Chiesa dell'Annunziata
- Chiesa romano-gotica di San Quirico
- Centro storico
- Portale medievale di Palazzo Gallo (piazza don Luigi Sturzo)
- Altare ligneo intagliato e decorato in oro zecchino di San Michele (XVIII sec.)
- Palazzo Goffredo dell'800 con le sue maestose facciate
- Masserie fortificate di Santa Maria ed Imporchia
- Palazzo Pignatelli di Tertiveri
- Lago Pescara
- Monte Cornacchia (1151 m s.l.m.)
- Piazzetta di Biccari

## Società

### Evoluzione demografica
Abitanti censiti

### Lingue e dialetti
Il dialetto biccarese rientra nel gruppo dauno-irpino, presentando caratteri di transizione verso i dialetti irpini parlati nell'estremo entroterra della Campania.

### Religione
Fino al XV secolo Tertiveri, frazione di Biccari, fu sede della diocesi di Tortiboli. La stessa Biccari fu sede titolare. Entrambe erano suffraganee dell'arcidiocesi di Benevento.

## Geografia antropica
Il centro urbano, situato a 41° 23' 47" lat. Nord e 15° 11' 41" long. Est, si sviluppa su una collina fra i 420 e 483 m s.l.m. secondo una direttrice sud-ovest / nord-est, ricoprendo una superficie di circa 18,5 ettari.
In particolare, il nucleo storico del centro urbano ha la forma di un fagiolo ed ha la dimensione maggiore di circa 470 metri, la minore di circa 170 metri ed una estensione di circa 6,5 ettari.

### Tertiveri
La frazione più rilevante di Biccari è Tertiveri, che sorge a 362 metri di altitudine a nord del torrente Vulgano, lungo un itinerario medievale che univa Sant'Eleuterio (l'antica Aequum Tuticum) a Lucera. La diocesi di Tortiboli, suffraganea dell'arcidiocesi di Benevento, è attestata fino al 1425.

## Amministrazione
Di seguito è presentata una tabella relativa alle amministrazioni che si sono succedute in questo comune.
| Periodo          | Periodo        | Primo cittadino      | Partito                   | Carica              | Note   |
| ---------------- | -------------- | -------------------- | ------------------------- | ------------------- | ------ |
| 17 giugno 1985   | 28 maggio 1990 | Antonio Tursilli     | Democrazia Cristiana      | Sindaco             | [ 16 ] |
| 28 maggio 1990   | 24 aprile 1995 | Giuseppe Di Franco   | -                         | Sindaco             | [ 16 ] |
| 24 aprile 1995   | 14 giugno 1999 | Antonio Sessa        | Partito Popolare Italiano | Sindaco             | [ 16 ] |
| 25 novembre 1995 | 5 giugno 1996  | Salvatore Tropea     |                           | Comm. straordinario | [ 16 ] |
| 14 giugno 1999   | 14 giugno 2004 | Giovanni Picaro      | L'Ulivo                   | Sindaco             | [ 16 ] |
| 14 giugno 2004   | 8 giugno 2009  | Giovanni Picaro      | lista civica              | Sindaco             | [ 16 ] |
| 8 giugno 2009    | 26 maggio 2014 | Gianfilippo Mignogna | lista civica              | Sindaco             | [ 16 ] |
| 26 maggio 2014   | 27 maggio 2019 | Gianfilippo Mignogna | lista civica              | Sindaco             | [ 16 ] |
| 27 maggio 2019   | 9 giugno 2024  | Gianfilippo Mignogna | lista civica              | Sindaco             | [ 16 ] |
| 9 giugno 2024    | in carica      | Antonio Beatrice     | lista civica              | Sindaco             | [ 16 ] |